# Delphinium orthocentroides
Delphinium orthocentroides är en ranunkelväxtart som beskrevs av Wen Tsai Wang. Delphinium orthocentroides ingår i släktet storriddarsporrar, och familjen ranunkelväxter. Inga underarter finns listade i Catalogue of Life.